# Apu Mayta
Apu Mayta, également appelé Apo Maita, est un général inca. Il dirige l’armée sous les empereurs Yahuar Huacac, Viracocha Inca et Pachacutec,.

## Biographie
Apo Maita est le cousin du souverain Yahuar Huacac. 
Wicakquiraw Inca et Apu Mayta sont les principaux généraux de l’armée inca sous le règne de Yahuar Huacac, et les conquêtes de ce dernier sont en grande partie l’œuvre des deux militaires.
Suivant le régicide de Yahuar Huacac, Viracocha Inca prend le pouvoir. 
Sous Viracocha, Apu Mayta est impliqué dans un complot fomenté par les supporteurs de Cusi Yupanqui. Mais l’attaque des Chancas interrompt les opérations. Apu Mayta reste alors avec Cusi Yupanqui pour défendre Cuzco, attaquée par les forces Chancas. 
À la suite de la prise de pouvoir de Cusi Yupanqui, maintenant Pachacútec, Apu Mayta accompagne l’empereur à son expédition militaire contre les anciens alliés des Chancas. 
Puis il n’est plus mentionné de façon importante dans les chroniques espagnols. Il n’apparaît pas après le règne de Pachacútec. 